# Отрадная (Иркутская область)
Отра́дная — деревня в Аларском районе Усть-Ордынского Бурятского округа Иркутской области. Входит в состав муниципального образования «Иваническ».

## Происхождение названия
Название происходит от русского слова отрада. Деревня основана в плодородном, отрадном месте.

## География
Деревня находится на расстоянии 40 км к юго-западу от посёлка Кутулик, административного центра района.

## Население
| 2002 | 2010 | 2011 | 2012 |
| ---- | ---- | ---- | ---- |
| 387  | ↘298 | ↘297 | ↘279 |

## Улицы
- ул. Зелёная,
- ул. Новая,
- ул. Центральная[5].